# Abbaye Saint-Maximin de Trèves
Saint-Maximin de Trèves est une abbaye bénédictine fondée à Trèves en Austrasie (actuellement  Rhénanie-Palatinat en Allemagne) aux alentours du IVe siècle. Elle fut à l'origine d'une réforme monastique qui se diffusa dans le Saint-Empire romain germanique.

## Histoire
En 934, l'abbaye, qui relevait jusque-là du duc de Lotharingie Gislebert en tant qu'abbé laïc, fut réformée sous l'impulsion de ce dernier comme du roi Henri Ier de Germanie. Du point de vue de Gislebert, cela représentait une perte, celle de la mense abbatiale. Mais le prestige moral qu'il en retirait était suffisamment important pour la compenser, d'autant que le duc gardait un droit de regard sur l'abbaye. Surtout, cela permettait de définitivement couper court aux velléités de l'évêque de Trêves de contrôler l'abbaye. En ce qui concerne Henri Ier, son intervention  dans la querelle, tout en mettant fin aux luttes entre factions lotharingiennes, lui permettait de démontrer la légitimité de son pouvoir royal. 
Le nouvel abbé, régulier et non plus laïc, nommé par Gislebert, Ogo, fut le premier d'une série d'abbés de Saint-Maximin de Trèves à engager une politique de réforme d'autres établissements monastiques à travers l'Empire, « en particulier dans la seconde moitié du Xe siècle, à la fois en Lotharingie (Bergen en 937 ou Saint-Pantaléon de Cologne vers 957), ou plus à l'Est (Abbaye Saint-Emmeran de Ratisbonne) ».
À partir de la fin du Xe siècle, les comtes de Luxembourg sont héréditairement avoués de l'abbaye Saint-Maximin de Trêves.

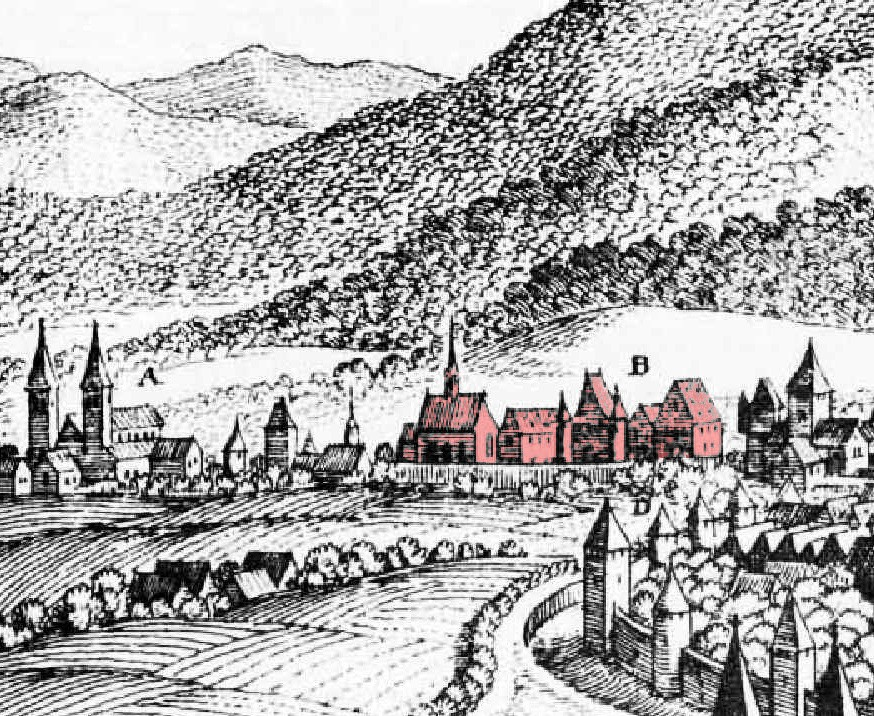
L'abbaye impériale Saint-Maximin (centre) et la collégiale Saint-Paulin (gauche) vers 1646.